# Дудник, Геннадий Михайлович
Генна́дий Миха́йлович (Гирш Моисе́евич) Ду́дник (8 июня 1924, Москва — 1 марта 1993, Москва) — советский актёр, артист эстрады, пародист; Заслуженный артист РСФСР (1984).

## Биография
Геннадий Дудник родился в Москве 8 июня 1924 года.
Участвовал в Великой Отечественной войне. Окончил актёрский факультет ГИТИС (1945—1949, педагог Н. С. Плотников), после чего поступил в Московский драматический театр нефтяников, руководимый М. Ф. Астанговым (позже — Московский гастрольный театр комедии). Здесь он сыграл роль Телятьева («Бешеные деньги» А. Н. Островского, 1951), поставил «Аленький цветочек» С. Т. Аксакова (1954).
Работая в театре, выступал на эстраде с пародийным номером «Артисты в зоопарке», где изображал многих известных МХАТовских актёров. Пародией, по его собственному признанию, начал увлекаться ещё в институте — персонажи сыгранных им ролей говорили голосами известных актёров, что дало повод одному из преподавателей сказать: «Что это вы всё „под кого-то“ да „под кого-то“? А „под Дудника“ будет когда-нибудь?».
Обратил на себя внимание Николая Смирнова-Сокольского, пригласившего его во вновь открывшийся Московский театр эстрады (1954).
В первом спектакле «Его день рождения» (1954) исполнял пародию «Артисты на стадионе» и номер «Стиляга».
Принял участие в Новогоднем «Голубом огоньке» 1963/1964 года.
Юрий Левитан вспоминал, что когда (ещё при жизни Сталина) слёг с сердечным приступом, Дудник прочёл за него в прямом эфире радио текст нового Постановления ЦК так, что диктору казалось, будто он слышит «свой собственный голос»: «Сомнений нет — это я. Всё моё. И тембр, и интонации, и паузы, и даже вдох мой…»
Некоторое время Дудник выступал совместно с Евгением Весником, позже создал свой коллектив. Первый спектакль («Муж, жена и конферансье» по миниатюрам польской писательницы Стефании Гродзеньской) им поставил режиссёр А. Вовси. В дальнейшем Дудник выступал в паре со своей женой Еленой Арнольдовой (1928—2013), исполняя сатирические сценки. В 1980-е годы к ним присоединился их сын Анатолий. Втроём они сыграли спектакль по пьесе А. Трушкина «Хотите верьте, хотите нет!», которую автор написал специально для них.
Скончался Геннадий Дудник 1 марта 1993 года в Москве. Похоронен на Востряковском кладбище (44-й участок).

## Творчество

### Роли в театре
- 1951 — «Бешеные деньги» А. Н. Островского — Телятьев[5]

### Режиссёр театра
- 1954 — «Аленький цветочек» С. Т. Аксакова

### Фильмография
- 1965 — Дорога к морю — конферансье[6]

### Объекты пародий
- Борис Андреев[7][8]
- Пётр Алейников[1][7]
- Михаил Астангов[1]
- Эраст Гарин[1][8]
- Алексей Грибов[1]
- Михаил Жаров[1][7][8]
- Анастасия Зуева
- Николай Крючков[1]
- Евгений Леонов[1]
- Борис Ливанов[1]
- Сергей Мартинсон
- Павел Массальский[1]
- Василий Меркурьев[7][8]
- Анатолий Папанов[1]
- Николай Плотников[1]
- Марк Прудкин[1]
- Аркадий Райкин[1][7]
- Леонид Утёсов
- Сергей Филиппов
- Николай Хмелёв
- Михаил Яншин[1]

### Дубляж фильмов
- 1951 — Фанфары любви (ФРГ) — Ганс
- 1956 — Священная кровь — Шакасым (роль Наби Рахимова)
- 1957 — Ева хочет спать (Польша)
- 1958 — Мы — вундеркинды (ФРГ)
- 1959 — Человек проходит сквозь стену (Буксбаум, роль Хайнца Рюмана) (Западный Берлин)
- 1962 — Александр Пархоменко (новая режиссёрская редакция) — Вася Гайворон (роль Петра Алейникова)[9]
- 1966 — Утоление жажды — Марютин (роль Петра Алейникова)[10]

### Озвучивание мультфильмов
- 1955 — Ореховый прутик — Ореховый куст
- 1956 — Шакалёнок и верблюд — Верблюд
- 1958 — Спортландия
- 1960 — Непьющий воробей
- 1961 — Ключ — Робот-стихоплёт
- 1971 — Весёлая карусель № 3. Рыжий, рыжий, конопатый — дедушка
- 1976 — Ну, погоди! (выпуск 10) — Волк[11]
- 1991 — Приключения волшебного глобуса, или Проделки ведьмы — Ореховый куст

### Радиоспектакли
- 1981 — Происшествие в стране Мульти-Пульти (производство фирмы звукозаписи «Мелодия») — Крокодил Гена
- 1983 — Не рой другому яму — сам в неё попадёшь (Сказки народов Гвинеи-Бисау) (производство фирмы звукозаписи «Мелодия»)